# Pero hoffmannsi
Pero hoffmannsi là một loài bướm đêm trong họ Geometridae.